# 2013年アモイバス火災
2013年アモイバス火災（にせんじゅうさんねんアモイバスかさい）は、2013年6月7日に中華人民共和国・福建省廈門市で発生したバス火災。

## 経過
2013年6月7日午後6時半頃、「バス・ラピッド・トランジット（BRT）」と呼ばれる、専用レーンを運行するバスは高さ10メートルの高架橋の上を走っていた。突然バスから黒い煙が出て、火が出たあと10分ほどして爆発も起きたということで、火は、高架の一部にも燃え広がって、周辺は一時騒然となった。

## 結果
当時、バスの車内は仕事帰りの人や大学入学試験に参加した学生などで満員で、乗客らが避難しようとしたが、この火事で容疑者を含む47人が死亡し、34人がけがをした。

## 政府の反応
中国政府は事故を重視し、習近平党総書記や李克強国務院総理らが直接に指示を出し、警察トップの公安部長郭声琨を現場に向かわせるなど対応を急いでいた。

## 調査
地元警察によると、バスの燃料は軽油であるが、現場から容疑者が持ち込んだとみられるガソリンが検出された。
容疑者はアモイ市内に住む1954年に生まれで、政府への陳情をしていた人物との情報がインターネット上で流れていた。陳情がかなわず、鬱憤を晴らすため、市民を巻き添えに放火した可能性がある。